# Дахраз
Дахраз (азерб. Dəhrəz), ранее в советских русскоязычных изданиях Даграз — село в Нахчыванлинском сельском административно-территориальном округе Ходжалинского района Азербайджана.

## География
Сёла Нахчыванлы, Агбулаг, Аранзамин, Дахраз, Пирджамал входят в состав Нахчыванлинского сельского административно-территориального округа Ходжалинского района, при этом село Нахчыванлы является центром этого сельского административно-территориального округа.
Село расположено в 12 км к юго-востоку от районного центра — города Ходжалы, в предгорной местности.

## История
В Советский период на 1 января 1977 года село по-русски называлось Даграз и входило в состав Агбулакского сельсовета Степанакертского района Нагорно-Карабахской автономной области (НКАО) Азербайджанской ССР. В состав Агбулакского сельсовета входило также и село Агбулак, которое было центром этого сельсовета. Указом Президиума Верховного Совета Азербайджанской ССР от 15 мая 1978 года было постановлено утвердить решение исполнительного комитета областного Совета народных депутатов Нагорно-Карабахской автономной области о переносе центра Степанакертского района из города Степанакерт (ныне Ханкенди) в рабочий посёлок Аскеран и переименовании Степанакертского района в Аскеранский район. В результате эти сёла оказались в составе Аскеранского района НКАО Азербайджанской ССР.
2 сентября 1991 года на совместной сессии Нагорно-Карабахского областного и Шаумяновского районного Советов народных депутатов была принята Декларация о провозглашении Нагорно-Карабахской Республики в границах Нагорно-Карабахской автономной области (НКАО) и сопредельного Шаумяновского района Азербайджанской ССР.
26 ноября 1991 года Верховный Совет Азербайджанский Республики принял Закон «Об упразднении Нагорно-Карабахской автономной области Азербайджанской Республики». В этом Законе было постановлено помимо упразднения Нагорно-Карабахской Автономной Области (НКАО), в том числе также и упразднение Аскеранского района, образование Ходжалинского района с центром в городе Ходжалы и передача территории упразднённого Аскеранского района в состав Ходжалинского района. В настоящее время и село Дахраз, и село Агбулаг входят в состав Нахчыванлинского сельского административно-территориального округа Ходжалинского района Азербайджана.
В ходе Первой Карабахской войны село в феврале 1992 года попало под контроль непризнанной Нагорно-Карабахской Республики (НКР). Согласно административно-территориальному делению непризнанной республики село располагалось в Аскеранском районе НКР и называлось Даграз.
Согласно Трёхстороннему Заявлению в ночь с 9 по 10 ноября 2020 года, подписанному по итогам Второй Карабахской войны, село перешло под контроль Российских миротворческих сил.
В результате боевых действий в сентябре 2023 года Азербайджан восстановил свой контроль над селом.

## Экономика
В доконфликтный период население села занималось земледелием и животноводством. В селе были восьмилетняя школа, медицинский пункт.